# Coelotes terrestris
Coelotes terrestris är en spindelart som först beskrevs av Karl Friedrich Wider 1834.  Coelotes terrestris ingår i släktet Coelotes och familjen mörkerspindlar. Inga underarter finns listade i Catalogue of Life.